# Grammostomum
Grammostomum, en ocasiones erróneamente denominado Gramostomum, es un género de foraminífero bentónico considerado un sinónimo posterior de Bolivina de la familia Bolivinidae, de la superfamilia Bolivinoidea, del suborden Buliminina y del orden Buliminida. Su especie tipo era Grammostomum tenue. Su rango cronoestratigráfico abarca desde el Carbonífero hasta la Actualidad.

## Discusión
Clasificaciones previas incluían Grammostomum en el suborden Rotaliina del orden Rotaliida. Grammostomumfue propuesto como un subgénero de Textularia, es decir, Textularia (Grammostomum).

## Clasificación
Se describieron numerosas especies de Grammostomum. Entre las especies más interesantes o más conocidas destacaban:
- Grammostomum tenue

Un listado completo de las especies descritas en el género Grammostomum puede verse en el siguiente anexo.
En Grammostomum se han considerado los siguientes subgéneros:
- Grammostomum (Vulvulina), aceptado como género Vulvulina
- Grammostomum (Polymorphina), aceptado como género Polymorphina
- Grammostomum (Strophoconus), también considerado como género Strophoconus y aceptado como Fursenkoina